# Pélobate brun
Pelobates fuscus
Espèce
Synonymes
- Bufo fuscus Laurenti, 1768
- Rana vespertina Pallas, 1771
- Rana alliacea Shaw, 1802
- Bombina marmorata Sturm, 1828
- Cultripes minor Müller, 1832
- Pelobates fuscus var. lividus Koch, 1872
- Pelobates insubricus Cornalia, 1873
- Pelobates latifrons Herón-Royer, 1888
- Pelobates fuscus var. orientalis Severtsov, 1913
- Pelobates campestris Severtsov, 1913
- Pelobates praefuscus Khosatzky, 1985

Statut de conservation UICN

 LC  : Préoccupation mineure
Le Pélobate brun, Pelobates fuscus, est une espèce d'amphibiens de la famille des Pelobatidae. Cet amphibien a des mœurs nocturnes et s'abrite dans des terriers (creusés jusqu'à un mètre de profondeur).

## Répartition
Cette espèce est endémique de l'Ouest de l'Eurasie. On la rencontre jusqu'à 675 m d'altitude depuis l'Est des Pays-Bas, le Sud de la Suède, l'Est de la France et le Nord de l'Italie jusqu'à l'Ouest de la Sibérie et le Nord-Ouest du Kazakhstan. Il existe une population isolée à Argenton-sur-Creuse dans le centre de la France. En 1917, elle était considérée comme abondante en Basse-Belgique, surtout dans la Campine anversoise, mais rare en province de Limbourg où Bamps disait en outre n'avoir rencontré que des têtards géants, et aucun adulte. 
Au début du XXe siècle, elle n'était connue en Suisse qu'aux environs de Bâle et inégalement répartie en France, « çà et là  dans le nord et l'est, et à l'ouest jusqu'à la Sarthe. Elle est assez commune (en 1917) dans certaines localités aux environs de Paris. De là elle s'étend à travers toute l'Europe, jusqu'au Danemark, dans le Sud de la Suède et le golfe de Riga au nord ; jusqu'en Italie, Autriche-Hongrie et Roumanie, au sud. En Asie, elle pénètre jusqu'au littoral de la mer Caspienne ». 
L'espèce a aujourd’hui disparu de Suisse, d'une grande partie de la France et de Belgique où elle était encore présente au début du XXe siècle.

## Habitat
On rencontre le pélobate brun dans les plaines européennes au sol sableux et boueux (landes à bruyères, au voisinage des étangs) ; il apprécie les sols meubles et/ou sableux et faciles à fouir (on le trouvait souvent dans les champs d'asperge, où il consommait utilement les insectes)

L'espèce n'est aquatique que durant la reproduction, de mars à mai où il gagne les mares, étangs, lacs ou fossés profonds pour quelques jours (rarement plus d'une semaine) avant de regagner les environs.

## Description
- Morphologie[2] : c'est un crapaud trapu, mesurant à l'état adulte de 5 à 8 cm (jusqu'à 7 cm autrefois dans le nord de la France et en Belgique). 
Le têtard est cependant bien plus grand que l'adulte ; c'est le plus grand des têtards parmi tous les amphibiens connus, avec près de 18 cm pour les plus grands spécimens qui ont alors un corps dont le volume est comparable à celui d'un gros œuf de poule. 
La tête est plus large que longue, convexe, bombée à l'occiput et au museau arrondi. Le crâne est rugueux et dépourvu de tympans, avec un espace interorbitaire convexe et beaucoup plus large que la paupière supérieure. La peau adhère aux os. 
À la différence des crapauds alytes, les pélobates ont des dents vomériennes, disposées en courtes séries transversales entre les choanes. 
Des doigts pointus garnissent une main dont le tubercule métatarsien interne est brun, grand, comprimé, corné et à bord tranchant, qui l'aide à creuser et fouir. Les pattes antérieures sont solides, repliées en avant. 
Le talon (articulation tibio-tarsienne) s'étend jusqu'à l'épaule, ou au commencement des mâchoires. Orteils courts, sans tubercules sous-articulaires, et bien palmés (palmés jusqu'à leur extrémité en général);
- Couleur  : variable, à dominante jaune-brun sur le dos chez le mâle, et gris clair chez la femelle, avec des taches (souvent relevées de points rouge brique ou vermillon) et des marbrures contribuant à le camoufler au sol. Ces motifs sont répartis plus ou moins symétriquement à droite et à gauche du corps par rapport à la colonne vertébrale[2] ; 
Le ventre est blanc cassé, uniforme ou tacheté de gris ou gris-brun. 
L'iris est doré ou rouge cuivre, la pupille formant une fente verticale[2];
- Dimorphisme sexuel[2] : les mâles sont dépourvus de sacs vocaux et brosses copulatrices, et eux seuls ont une glande ovale et lisse sur le dessus du bras. La femelle est généralement plus grande que le mâle.
- Reproduction[2]:
Accouplement : lombaire. 
 Chant : les mâles, plus nombreux que les femelles (selon Conrad[2]), produisent un son "clock-clock" régulier, tête hors de l'eau. La femelle y répond par un petit grognement.
Œufs : ils sont pondus en cordon épais (de 15 à 20 mm de diamètre), enroulés par la femelle autour des tiges et feuilles de végétaux aquatiques, près du bord de l'eau. 
Les têtards des pélobates sont les plus grands chez les anoures (jusqu'à 18 cm de long)[2]. 
La métamorphose en adulte a lieu en fin d'été, mais quelques têtards passent l'hiver à l'état de têtard.

## Alimentation
Cette espèce est très discrète le jour, et ne chasse que la nuit, en se déplaçant à la recherche d'insectes tels que des scarabées (Aphodius, Nimbus, géotrupes et Copris) parfois récoltés autour de bouses de vaches, et de grillons, mouches, chenilles lisses, ainsi que d'autres invertébrés tels qu'araignées, vers, limaces.

## Comportement
S'il se sent menacé, il s'enterre de la même manière, en se servant de ses tubercules cornés comme de petites pelles — en moins d'une minute si le sol est meuble. En saison de reproduction, il peut aussi s'enfouir dans la vase d'une mare. Il nage rapidement et peut faire de grands bonds.
Agressé, il ouvre la bouche comme pour mordre, en poussant des sortes de miaulements assez perçants.

La douleur provoque également chez ce crapaud un cri qui évoque le miaulement du chat.

En danger, il sécrète par la peau une substance à forte odeur d'ail.
L'espèce est lucifuge ; s'il est surpris par le lever du soleil, il s'arrête et s'enfonce dans le sable jusqu'à en être recouvert. Il peut alors creuser une galerie souterraine invisible en surface. 
Des poumons surdimensionnés l'aident à respirer quand il est dans le sol, où on l'a trouvé jusqu'à un mètre de profondeur.

## État, pression, menaces, protection
L'Union internationale pour la conservation de la nature classe le pélobate brun comme préoccupation mineure. En Wallonie, l’espèce est classée en catégorie RE (éteinte) sur la liste rouge des espèces menacées.
C'est une espèce menacée qui a disparu d'une grande partie de son aire naturelle de répartition.
Elle fait partie de la liste des espèces protégées au titre des articles L411 1 et 2 du code de l'environnement français. Elle compte parmi les 38 espèces menacées (arrêté du 9 juillet 1999).
Ainsi, la destruction ou l’enlèvement des œufs ou des nids, la destruction, la mutilation, la capture et la naturalisation des spécimens sont interdits.